# Bailey Chase
Bailey Chase (Chicago, 1 mei 1972) is een Amerikaans acteur. Hij is vooral bekend door zijn rol Christopher Robert Hughes in de soapserie As the World Turns, en door zijn rol Graham Miller in de televisieserie Buffy the Vampire Slayer. Verder was hij ook te zien in een bijrol in de Amerikaanse televisieserie Castle.

## Filmografie en televisie
*Exclusief eenmalige gastrollen
- Sweet Valley High - Christian Gorman (1997) (televisieserie) (3 episodes)
- The Truth About Juliet - Willie/Dirk (1998) (als Bailey Luetgert)
- Cosmo's Tale - Flicker (1998) (als Bailey Luetgert)
- Billboard Dad - Brad Thomas (1998) (als Bailey Luetgert)
- Undressed - Steve (1999)
- Buffy the Vampire Slayer - Graham Miller (1999–2000) (televisieserie) (13 episodes)
- The Stray - Keith (2000) (als Bailey Luetgert)
- Rats - Johnny Falls (2003)
- Clark, the Canadian Hockey Goalie (2003)
- As the World Turns - Christopher "Chris" Robert Hughes (2003–2005) (televisieserie)
- Las Vegas - Jake Porter (2005) (televisieserie) (4 episodes)
- Watch Over Me - Steve Hughes (2006–2007) (televisieserie) (17 episodes)
- Ugly Betty - Becks Scott (2007) (televisieserie) (4 episodes)
- Criminal Minds - Jason Clark Battle (2007) (televisieserie) (2 episodes)
- Castle - Will Sorenson (2009) (televisieserie) (2 episodes)
- Saving Grace - Butch Ada (2007–2010) (televisieserie) (45 episodes)
- Crossing Over - Grenscontrole agent (2009)
- The Chronicles of Hollow Earth: The Next Race - Aiden Pryme (2009)
- Miami Medical - Rick Deleo (2010) (televisieserie) (2 episodes)
- Damages - Sean Everett (2011) (televisieserie) (televisieserie) (5 episodes)
- Longmire - Hulpsheriff Branch Connally (2012–2014) (televisieserie) (33 episodes)
- Chicago P.D. - David Lang (2014–2015) (televisieserie) (3 episodes)
- The Boy Next Door - Benny (2015)

- Gemeinsame Normdatei: 1204466882
- International Standard Name Identifier: 0000 0000 8063 3684
- Library of Congress Control Number: no2010103767
- Virtual International Authority File: 122184257
- WorldCat: E39PBJtRQgQWHwJX7WgKCBwKVC